# アンドルシェフカ天文観測所
アンドルシェフカ天文観測所(Andrushivka Astronomical Observatory )は、ウクライナのジトーミル州アンドルシェフカに2001年に設立された私設の天文観測所。設立者で所長は、ユーリ・イワシェンコ。国際天文学連合の天文台コードは、A50。

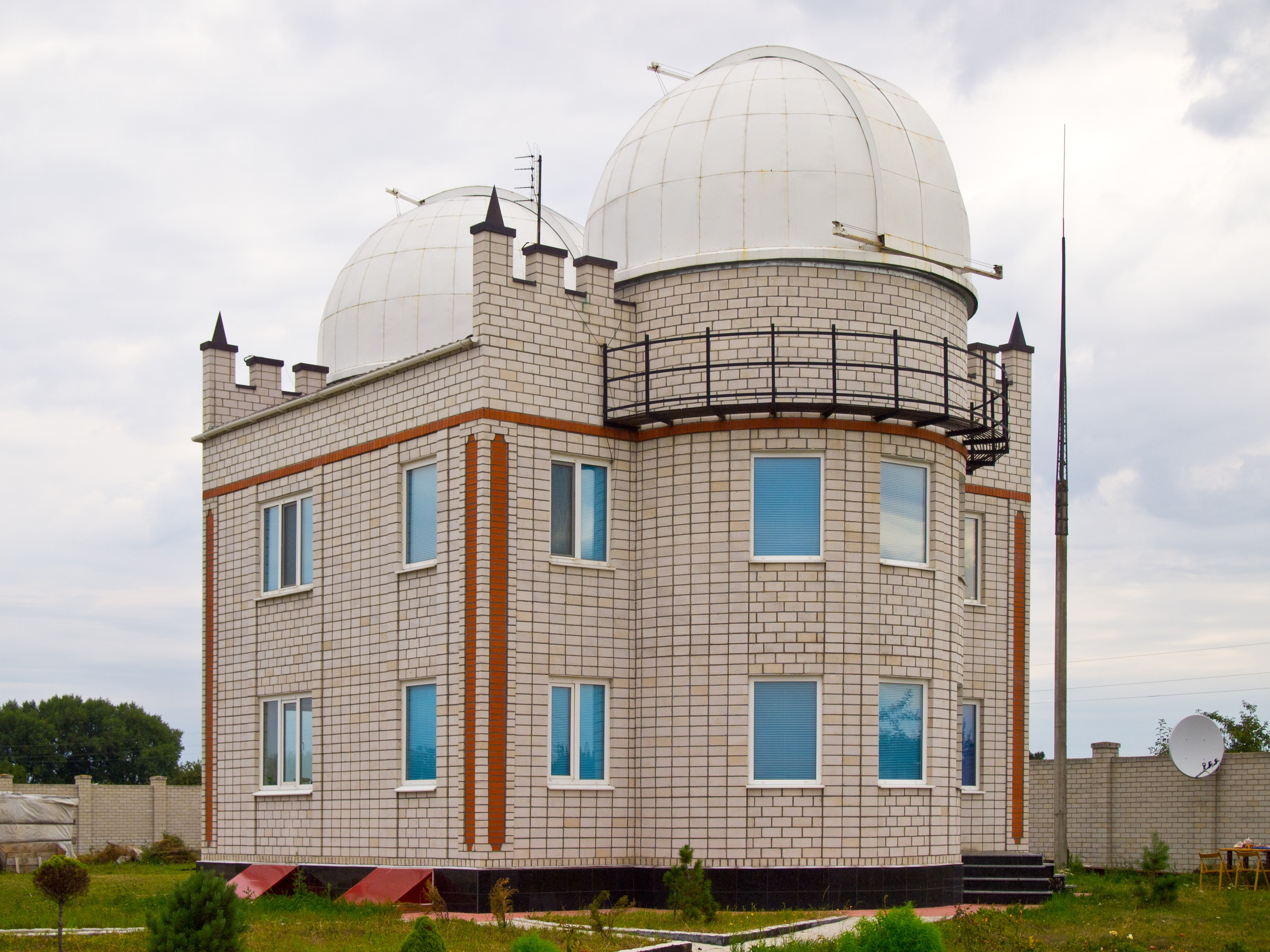
ウクライナ北部にあるアンドルシェフカ天文観測所

2003年9月18日には、後にこの町の名前が付けられた小惑星アンドルシェフカがここで発見された。2007年10月17日に発見した小惑星には、ノヴォフラード・ヴォルィーンシクィイの750周年を記念して、その旧名称Zvyagelを命名した。2008年8月25日に発見した小惑星には、2013年1月に電子百科事典に因んだWikipediaという名前を与えた。